# Anklage

Anklageschrift wegen Betruges (Deutschland)

Anklage (auch öffentliche Klage genannt) wird in einem Strafverfahren von der Anklagebehörde (in vielen Staaten die Staatsanwaltschaft) erhoben, wenn nach dem durchgeführten Ermittlungsverfahren ein hinreichender Tatverdacht besteht, dass ein Beschuldigter eine strafbare Tat begangen hat.
In der Umgangssprache findet der Begriff Anklage auch seinen Gebrauch, als Synonym für Begriffe wie bspw. Anschuldigung,  Anwurf, Beschuldigung, Bezichtigung, Schuldzuweisung,  Unterstellung und Vorhaltung.

## Definition
Die Anklage ist somit der Beginn eines Gerichtsverfahrens. Sie bezeichnet genau die Person des Angeschuldigten. Sie umschreibt im Anklagesatz genau den Sachverhalt, der dem Angeklagten vorgeworfen wird, und nennt die verletzte Strafvorschrift nach ihrem Wortlaut. Sie unterbricht auch die laufende Verjährung. Zu der Anklage kann der Angeklagte in einer Einlassung Stellung nehmen. In Deutschland und in den meisten anderen rechtsstaatlich organisierten Strafverfolgungssystemen herrscht das so genannte Akkusationsprinzip, wonach die Anklage erhebende Behörde nicht mit der urteilenden Instanz identisch sein darf. In Deutschland ist nach § 152 StPO nur die Staatsanwaltschaft zur Erhebung der öffentlichen Klage berufen.
Die Erhebung einer Anklage auf einer ungesicherten tatsächlichen Grundlage widerspricht der Strafprozessordnung, ist daher amtspflichtwidrig und eröffnet möglicherweise Schadensersatzansprüche.
Die schriftliche Anklage wird im Gerichtstermin (Hauptverhandlung) vom Staatsanwalt in ihren wesentlichen Teilen verlesen. Sie ist die Grundlage der mündlichen Verhandlung gegen den Angeklagten. Nur der in ihr beschriebene Sachverhalt ist Gegenstand dieser Verhandlung, das heißt, das Gericht darf weitere, in der Anklageschrift nicht beschriebene Taten nur dann in diese Verhandlung einbeziehen, wenn diese zuvor mit einer Nachtragsanklage ebenfalls angeklagt wurden (Immutabilitätsprinzip). 
Das Gericht ist jedoch nicht an die rechtliche Bewertung des angeklagten Lebenssachverhalts gebunden, die die Staatsanwaltschaft in ihrer Anklage vertritt. Geht es davon aus, dass die angeklagten Taten nach anderen Vorschriften zu beurteilen sind als in der Anklage angegeben, darf (und muss) das Gericht nach den Vorschriften urteilen, die seiner Meinung nach korrekt sind. Auf einen neuen rechtlichen Gesichtspunkt muss das Gericht den Angeklagten aber zuvor hingewiesen haben.
Wenn das Gericht über einen Anklagevorwurf (d. h., den Lebenssachverhalt) rechtskräftig entschieden hat (evtl. auch durch Freispruch), darf dieser Vorwurf nicht noch einmal zum Inhalt einer Anklage gemacht werden (Ne bis in idem).
Die Anklageschrift muss daher den tatsächlichen Vorgang, der dem Angeklagten vorgeworfen wird, unverwechselbar beschreiben. Daneben soll sie den maßgeblichen Gesetzeswortlaut wiedergeben und die anzuwendenden Vorschriften zitieren, sowie die Beweismittel angeben und – außer bei Anklage vor dem Strafrichter (Einzelrichter beim Amtsgericht) – das wesentliche Ergebnis der Ermittlungen zusammenfassen.
Anders als das urteilende Gericht (In dubio pro reo) hat die Anklagebehörde in der Regel vom Grundsatz In dubio pro duriore auszugehen. So kann beispielsweise der Auditor im schweizerischen Militärstrafprozess bei hinreichenden Verdachtsgründen für ein Verbrechen oder Vergehen das Verfahren nicht selber einstellen (Art. 114 MStP).
Wird nach Abschluss der Ermittlungen keine Anklage erhoben, kommt für den Verletzten auch ein sog. Klageerzwingungsverfahren gem. § 172 StPO in Betracht, das sich auf die Erhebung der Anklage richtet. In Österreich gibt es mit dem Antrag auf Fortführung (§ 195 StPO) ein ähnliches Instrument. Auch nach Schweizer Recht kann eine Einstellungsverfügung bei der Beschwerdeinstanz angefochten werden (Art. 322 Abs. 2 StPO).
In einfacheren Verfahren, in denen nur eine relativ geringe Strafe zu erwarten ist, kann die Staatsanwaltschaft die förmliche Anklageschrift durch einen Strafbefehlsantrag (beziehungsweise durch ein Strafmandat) ersetzen. Dieser kürzt das Gerichtsverfahren ab. Es kommt nur dann zu einer Verhandlung, wenn der Beschuldigte Einspruch gegen den Strafbefehl einlegt.
Kein Ankläger ist der Vertreter des öffentlichen Interesses im Verwaltungsrecht.